# Slinky
Ne doit pas être confondu avec Linky ou jeu sur ressort.
 (juin 2013).
Si vous disposez d'ouvrages ou d'articles de référence ou si vous connaissez des sites web de qualité traitant du thème abordé ici, merci de compléter l'article en donnant les références utiles à sa vérifiabilité et en les liant à la section « Notes et références ».

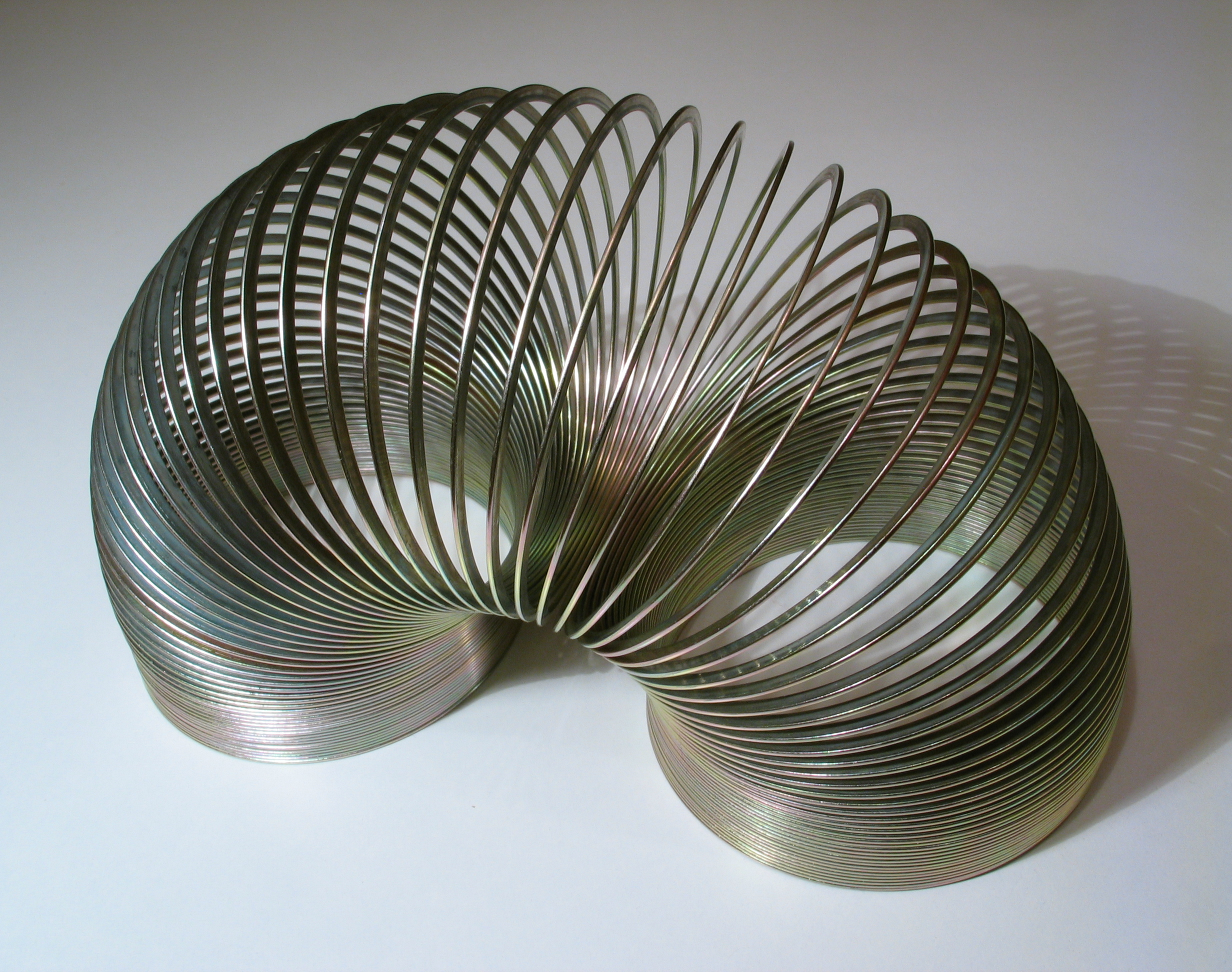
Slinky en métal.

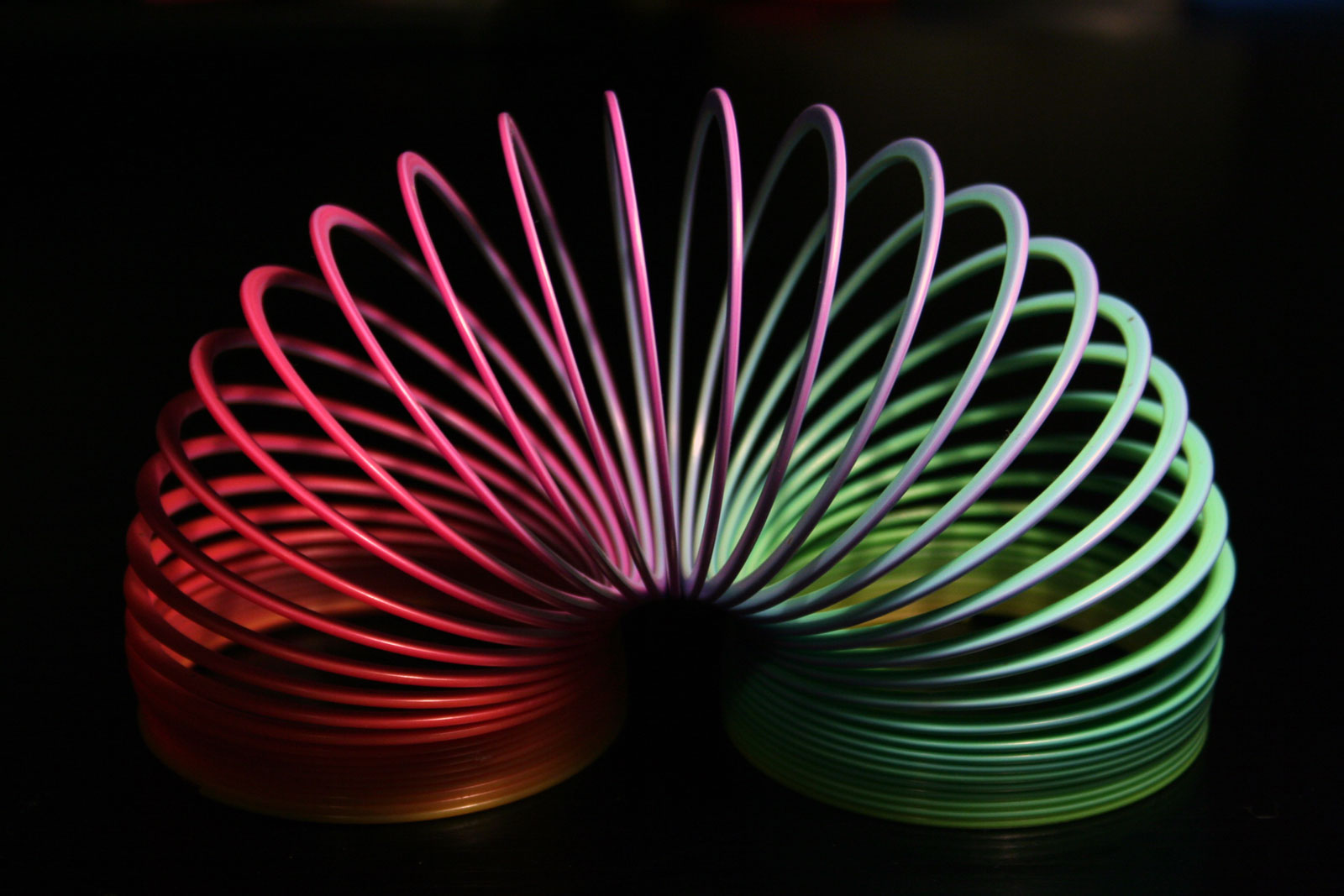
Slinky en plastique aux couleurs de l'arc-en-ciel.

Un Slinky (aussi appelé « Ondamania ») est un jouet en forme de ressort, fait de métal ou de plastique, inventé dans les années 1940 par l'ingénieur en mécanique Richard T. James (en).
La particularité de ce jouet est qu'il est capable de descendre les marches d'un escalier une fois son mouvement amorcé.

## Historique
En 1943, Richard T. James (en), un ingénieur naval américain basé à Philadelphie, observe un ressort de torsion tomber d'une table et rebondir sur le parquet. Il dit alors à sa femme : « I think I can make a toy out of this » (« Je crois que je peux en faire un jouet »).

## Fonctionnement
Le slinky est un petit jouet qui peut descendre les marches d'un escalier (ou d'un quelconque plan incliné théoriquement) en s'étirant d'une marche à l'autre. C'est donc la force de la gravité qui le fait se propulser. Le slinky en plastique est différent du slinky en métal[réf. nécessaire] puisqu'il garde toujours sa forme initiale après avoir descendu l'escalier, tandis que le slinky en métal se plie et change de forme avec les utilisations.
Des radioamateurs utilisent des slinky pour fabriquer des antennes afin de communiquer sur les ondes courtes car la forme bobinée permet de diminuer sensiblement la longueur des antennes, ce qui est apprécié lorsque l'espace disponible est limité (greniers, etc.).

## Dans la culture populaire
Pendant la guerre du Viêt Nam (1955-1975), les troupes américaines utilisent le Slinky comme antenne de radiotéléphonie mobile. Le 12 avril 1985, un Slinky figure au nombre des onze premiers jouets à gagner l'espace, emportés en orbite terrestre à bord de la navette spatiale américaine Discovery dans le cadre de la mission STS-51-D. Le 18 février 1999, l'Agence postale du gouvernement des États-Unis (USPS) émet un timbre postal commémorant le « début de l'engouement pour le Slinky [en] 1945 ». En 2000, le Slinky entre au Panthéon américain des jouets (NTHoF). Le 5 septembre 2001, Richard A. Geist (en) (1944-2019), un représentant du comté de Blair à la chambre basse de l'Assemblée générale de Pennsylvanie, dépose une proposition (bill) d'acte « désignant le Slinky comme le jouet officiel du Commonwealth » de Pennsylvanie ; renvoyée le même jour au gouvernement de Pennsylvanie, la proposition n'est pas adoptée. Le 16 février 2011, le magazine Time publie une liste des « 100 meilleurs jouets » de 1923 à nos jours et dans laquelle le Slinky figure. Aux États-Unis, le 30 août est la « journée nationale du Slinky ».

### Films
- Dans SOS Fantômes 2 (1984), Dans la scène où les héros viennent osculter le petit Oscar dans sa chambre, dans la version Française du film Egon déclare ne jamais avoir eu de jouets dans son enfance à cause de ses parents qui n'y croyaient pas, Ray lui demande "quoi, même pas un ballon ?" Ce à quoi Egon répond "J'ai eu une moitié de ballon... mais je l'ai arrondi" alors que dans la version originale, Ray demande à Egon s'il n'a pas eu de Slinky étant enfant, ce à quoi celui-ci rétorque : "si, mais je l'ai redressé" La blague ayant été traduite pour des raisons évidentes de cohérence.
- Dans Ace Ventura en Afrique (1995), Ace tente de faire descendre un Slinky tout en bas de l'escalier de la lamaserie dans laquelle il s'était retiré après l'accident du raton laveur. Mais le Slinky s'arrête sur la dernière marche.
- Dans Le Détonateur avec Leslie Nielsen, on voit un Slinky dévaler l'escalier dans lequel il se fait plaquer par un cambrioleur. Les deux arrêtent de se battre pour le regarder descendre d'un air interloqué, avant de reprendre leur bagarre.
- Dans une scène de Les Seigneurs de Dogtown de Catherine Hardwicke, Jay Adams (joué par Emile Hirsch) se voit demandé par un publicitaire pour chanter le slogan de Slinky : « Slinky, Slinky, le jouet des garçons et des filles ; Slinky, Slinky, enchante toute la famille. » avant de décliner l'offre de 10 000 $ qu'il lui faisait[8].
- Dans Toy Story, le personnage de Zigzag est un chien dont le corps, entre les pattes avant et les pattes arrière, est un Slinky. D'ailleurs, son nom anglais est Slinky Dog (« chien-Slinky »).
- Dans Tango et Cash, le personnage joué par Clint Howard est appelé Slinky, car il passe son temps à jouer avec cet objet.

En octobre 2020, le magazine Variety annonce la préparation de Slinky, un film centré sur Betty James — l'épouse de l'inventeur du Slinky — et dont Tamra Davis serait la réalisatrice.